# David Berg
David Brandt Berg (Oakland, Californië, 18 februari 1919 - Portugal 1 oktober 1994), ook bekend onder zijn alias  Moses David, was de oprichter en leider van de sekte Children of God, die nu The Family heet.

## Het begin van zijn leven 1919-1968
David wordt geboren als zoon van Emmanuel Berg. Hij is de jongste uit een gezin met 3 kinderen. De familie Berg is een zeer christelijke familie. Zijn moeder was evangelist en zijn vader was dominee en schrijver. Net als zijn vader en moeder werd David lid van de "Christian and Missionary Alliance" en werd voor de kerk uitgezonden naar Arizona. Een tijdje later wordt David uit de kerk gezet. De meerderheid van de kerk vond zijn uitspraken te heftig, en hij had seksueel contact gehad met een kerkmedewerker. De kerk verdacht hem ook van pedofilie.

## The Children of God/ The Family 1968-1994
David Berg (ook bekend als: King David, Mo, Moses David, Vader David of Vader of opa voor leden van de Children of God) is de oprichter van de organisatie Children of God, die later beter bekend werd als "The Family" in 1968.
Hij leefde in totale anonimiteit en vol geheimen samen met zijn aanhangers. 
Minimaal 6 vrouwen inclusief hun dochters en twee van zijn kleindochters hebben publiekelijk bekendgemaakt dat hij hen seksueel heeft misbruikt toen ze nog kinderen waren. Zijn oudste dochter Doborah Davis heeft zelfs een boek geschreven waarin ze haar vader beschuldigde van seksueel misbruik met haar en haar jongere zus, en later dat hij ook nog meerdere malen geprobeerd heeft seks met haar te hebben toen ze volwassen was. Haar zusje Faith Berg bevestigde deze verhalen maar beschreef ze op een positieve manier.
David Berg stond ook bekend als voorspeller van het einde van de wereld, maar elke keer dat hij zulke voorspellingen had gedaan kwamen ze niet uit. De bekendste voorspelling is wel dat een komeet de aarde zou raken en Amerika zou vernietigen in 1973 of 1974. Ook voorspelde hij de wederopstanding van Jezus in 1993.
David Berg stierf in 1994 en werd begraven in Portugal. Een tijdje later zijn zijn overblijfselen verbrand. De organisatie wordt op dit moment geleid door zijn weduwe Karin Zerby, zijn tweede vrouw, met wie hij in augustus 1969 trouwde. Deze vrouw wordt door leden van The Family aangesproken als Mom Maria.